# Europese kampioenschappen kunstschaatsen 1995

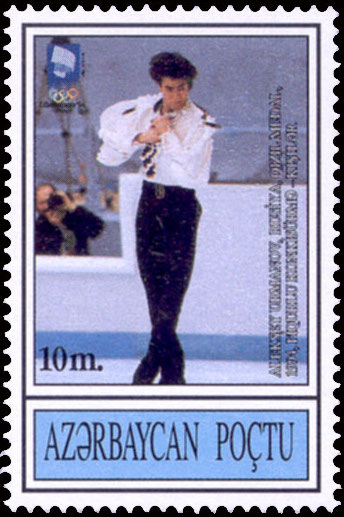
Azerbeidzjaanse postzegel, uitgegeven ter gelegenheid van de Europese kampioenschappen kunstschaatsen 1995

De Europese Kampioenschappen kunstschaatsen zijn wedstrijden die samen een jaarlijks terugkerend evenement vormen, georganiseerd door de Internationale Schaatsunie (ISU).
De kampioenschappen van 1995 vonden van 29 januari tot en met 5 februari plaats in Dortmund. Het was de derde keer, na het de EK's van 1953 en 1983 dat de kampioenschappen hier plaatsvonden. Het was de zestiende keer dat een EK kampioenschap in (West-)Duitsland plaatsvond, eerder waren ook Hamburg (1891), Berlijn (1893, 1900, 1907, 1910, 1930, 1936, 1961), Bonn (1905), Triberg im Schwarzwald (1925), Garmisch-Partenkirchen (1960, 1969) en Keulen (1973) gaststad.
Voor de mannen was het de 87e editie, voor de vrouwen en paren was het de 59e editie en voor de ijsdansers de 42e editie.

## Historie
De Duitse en Oostenrijkse schaatsbond, verenigd in de "Deutscher und Österreichischer Eislaufverband", organiseerden zowel het eerste EK Schaatsen voor mannen als het eerste EK Kunstschaatsen voor mannen in 1891 in Hamburg, in toen nog het Duitse Keizerrijk, nog voor het ISU in 1892 werd opgericht. De internationale schaatsbond nam in 1892 de organisatie van het EK kunstschaatsen over. In 1895 werd besloten voortaan het WK kunstschaatsen te organiseren en kwam het EK te vervallen. In 1898, na twee jaar onderbreking, vond toch weer een herstart plaats van het EK kunstschaatsen.
De vrouwen en paren zouden vanaf 1930 jaarlijks om de Europese titel strijden. De ijsdansers streden vanaf 1954 om de Europese titel in het kunstschaatsen.

## Deelname
Er namen deelnemers uit 31 landen deel aan deze kampioenschappen. Zij vulden het aantal van 101 startplaatsen in de vier disciplines in.
Voor Nederland debuteerde Marcus Deen in het mannentoernooi, nam Monique van der Velden voor de tweede keer in het vrouwentoernooi deel, namen bij de paren Jeltje Schulten / Alcuin Schulten voor de eerste keer deel en het paar Anita Chaudharti / Hans 't Hart nam voor de tweede keer deel bij het ijsdansen.
(Tussen haakjes het totaal aantal startplaatsen over de disciplines.)
| Rusland (12) Oekraïne (11) Duitsland (8) Frankrijk (8) Verenigd Koninkrijk (6) Polen (5) Hongarije (4) Italië (4) | Nederland (4) Tsjechië (4) Zwitserland (4) Bulgarije (3) Finland (3) Denemarken (2) Estland (2) Letland (2) | Oostenrijk (2) Noorwegen (2) Spanje (2) Wit-Rusland (2) Armenië (1) Finland (1) Georgië (1) Kroatië (1) | Litouwen (1) Luxemburg (1) Oostenrijk (1) Roemenië (1) Slovenië (1) Slowakije (1) Zweden (1) |

## Medaille verdeling
Bij de mannen werd debutant Ilia Kulik de 37e Europees kampioen en de eerste Rus na het uiteenvallen van de Sovjet-Unie. De beide mannen die in 1994 op de plaatsen twee en drie stonden, wisselden dit jaar van plaats. De Rus Alexei Urmanov op plaats twee behaalde zijn derde medaille, in 1992 werd hij ook derde. De Oekraïner Viacheslav Zagorodniuk op plaats drie behaalde zijn vierde medaille, in 1990 en 1991 werd hij ook derde.
Bij de vrouwen prolongeerde de Française Surya Bonaly de Europese titel, het was haar vijfde titel op rij en ook haar vijfde medaille. De Russin Olga Markova op plaats twee veroverde haar tweede medaille, in 1994 werd ze derde. Voor de Oekraïense Elena Liashenko op plaats drie was het haar eerste medaille.
Bij de paren veroverde het Duitse paar Mandy Wötzel / Ingo Steuer als 25e paar de Europese titel. Het was hun tweede medaille als paar, in 1993 werden ze tweede. Mandy Wötzel veroverde in 1989 de zilveren medaille met haar toenmalige schaatspartner Axel Rauschenbach voor Oost-Duitsland. Het Tsjechische paar Radka Kovaříková / René Novotný op plaats twee behaalde hun eerste medaille. Het paar Russische paar Evgenia Shishkova / Vadim Naumov eindigde voor de vijfde opeenvolgende keer op het erepodium, dit jaar op de derde plaats, in 1994 op de tweede en van 1991-1993 werden ze ook derde.
Bij het ijsdansen werd het Finse paar Susanna Rahkamo / Petri Kokko het zeventiende paar die de Europese titel veroverden. Het was hun tweede medaille, in 1993 werden ze derde. Voor de paren op plaats twee, Sophie Moniotte / Pascal Lavanchy, en plaats drie, Anjelika Krylova / Oleg Ovsyannikov, was het hun eerste medaille bij de EK Kunstschaatsen.
| Discipline | Goud                          | Zilver                            | Brons                               |
| ---------- | ----------------------------- | --------------------------------- | ----------------------------------- |
| Mannen     | Ilia Kulik                    | Alexei Urmanov                    | Viacheslav Zagorodniuk              |
| Vrouwen    | Surya Bonaly                  | Olga Markova                      | Elena Liashenko                     |
| Paren      | Mandy Wötzel / Ingo Steuer    | Radka Kovaříková / René Novotný   | Evgenia Shishkova / Vadim Naumov    |
| IJsdansen  | Susanna Rahkamo / Petri Kokko | Sophie Moniotte / Pascal Lavanchy | Anjelika Krylova / Oleg Ovsyannikov |

## Uitslagen
| #                      | naam (deelname)            | land                         | pc |
| ---------------------- | -------------------------- | ---------------------------- | -- |
| Goud                   | Ilia Kulik                 | Vlag van Rusland             |    |
| Zilver                 | Alexei Urmanov (5)         | Vlag van Rusland             |    |
| Brons                  | Viacheslav Zagorodniuk (6) | Vlag van Oekraïne            |    |
| 4                      | Philippe Candeloro (5)     | Vlag van Frankrijk           |    |
| 5                      | Eric Millot (7)            | Vlag van Frankrijk           |    |
| 6                      | Oleg Tataurov (3)          | Vlag van Rusland             |    |
| 7                      | Dmitri Dmitrenko (3)       | Vlag van Oekraïne            |    |
| 8                      | Steven Cousins (6)         | Vlag van Verenigd Koninkrijk |    |
| 9                      | Vassily Eremenko           | Vlag van Oekraïne            |    |
| 10                     | Cornel Gheorghe (6)        | Vlag van Roemenië            |    |
| 11                     | Ronny Winkler (7)          | Vlag van Duitsland           |    |
| 12                     | Michael Tyllesen (3)       | Vlag van Denemarken          |    |
| 13                     | Fabrizio Garattoni (2)     | Vlag van Italië              |    |
| 14                     | Szabolcs Vidrai (2)        | Vlag van Hongarije           |    |
| 15                     | Markus Leminen (2)         | Vlag van Finland             |    |
| 16                     | Bessarion Tsintsadze (3)   | Vlag van Georgië             |    |
| 17                     | Alexandre Mourashko (2)    | Vlag van Wit-Rusland         |    |
| 18                     | Patrick Meier (3)          | Vlag van Zwitserland         |    |
| 19                     | Mirko Eichorn (4)          | Vlag van Duitsland           |    |
| 20                     | Johnny Jensen              | Vlag van Denemarken          |    |
| 21                     | Ivan Dinev (4)             | Vlag van Bulgarije           |    |
| 22                     | Patrick Schmit (2)         | Vlag van Luxemburg           |    |
| 23                     | Jan Erik Digernes (7)      | Vlag van Noorwegen           |    |
| 24                     | Daniel Peinado (3)         | Vlag van Spanje              |    |
| Vrije kür niet bereikt |                            |                              |    |
| 25                     | Florian Tuma (3)           | Vlag van Oostenrijk          |    |
| 26                     | Veli-Pekka Riihinen        | Vlag van Finland             |    |
| 27                     | Rastislav Vnucko (4)       | Vlag van Slowakije           |    |
| 28                     | Roman Martonenko           | Vlag van Estland             |    |
| 29                     | Zbigniew Komorowski (2)    | Vlag van Polen               |    |
| 30                     | Marcus Deen                | Vlag van Nederland           |    |

| #                      | naam (deelname)            | land                         | pc     |
| ---------------------- | -------------------------- | ---------------------------- | ------ |
| Goud                   | Surya Bonaly (7)           | Vlag van Frankrijk           |        |
| Zilver                 | Olga Markova (3)           | Vlag van Rusland             |        |
| Brons                  | Elena Liashenko (2)        | Vlag van Oekraïne            |        |
| 4                      | Tanja Szewczenko (3)       | Vlag van Duitsland           |        |
| 5                      | Irina Sloetskaja           | Vlag van Rusland             |        |
| 6                      | Marina Kielmann (7)        | Vlag van Duitsland           |        |
| 7                      | Maria Boetyrskaja (3)      | Vlag van Rusland             |        |
| 8                      | Krisztina Czako (3)        | Vlag van Hongarije           |        |
| 9                      | Anna Rechnio (3)           | Vlag van Polen               |        |
| 10                     | Katerina Berankova         | Vlag van Tsjechië            |        |
| 11                     | Yulia Lavrenchuk           | Vlag van Oekraïne            |        |
| 12                     | Laetitia Hubert (6)        | Vlag van Frankrijk           |        |
| 13                     | Zuzanna Szwed (5)          | Vlag van Polen               |        |
| 14                     | Tony Bombardieri           | Vlag van Italië              |        |
| 15                     | Júlia Sebestyén            | Vlag van Hongarije           |        |
| 16                     | Janine Bur                 | Vlag van Zwitserland         |        |
| 17                     | Marta Andrade (3)          | Vlag van Spanje              |        |
| 18                     | Alma Lepina (3)            | Vlag van Letland             |        |
| 19                     | Nathalie Krieg (4)         | Vlag van Zwitserland         |        |
| 20                     | Mojca Kopac (3)            | Vlag van Slovenië            |        |
| 21                     | Julia Lautowa              | Vlag van Oostenrijk          |        |
| 22                     | Monique van der Velden (2) | Vlag van Nederland           |        |
| 23                     | Malika Tahir               | Vlag van Frankrijk           |        |
| -                      | Ludmila Ivanova (2)        | Vlag van Oekraïne            | t.z.t. |
| Vrije kür niet bereikt |                            |                              |        |
| 25                     | Ivana Jakupcevic           | Vlag van Kroatië             |        |
| 26                     | Kaisa Kella (3)            | Vlag van Finland             |        |
| 27                     | Jenna Arrowsmith           | Vlag van Verenigd Koninkrijk |        |
| 28                     | Helena Grundberg (2)       | Vlag van Zweden              |        |
| 29                     | Kaja Hanevold              | Vlag van Noorwegen           |        |
| 30                     | Sofia Penkova              | Vlag van Bulgarije           |        |

| #      | naam (deelname)                         | land                         | pc |
| ------ | --------------------------------------- | ---------------------------- | -- |
| Goud   | Mandy Wötzel (7) Ingo Steuer (7)        | Vlag van Duitsland           |    |
| Zilver | Radka Kavarikova (6) Rene Novotny (11)  | Vlag van Tsjechië            |    |
| Brons  | Evgenia Shishkova (5) Vadim Naumov (5)  | Vlag van Rusland             |    |
| 4      | Marina Eltsova (2) Andrei Bushkov (2)   | Vlag van Rusland             |    |
| 5      | Elena Berezhnaya (3) Oleg Sliakov (3)   | Vlag van Letland             |    |
| 6      | Maria Petrova Anton Sikharulidze        | Vlag van Rusland             |    |
| 7      | Sarah Abitbol (3) Stephane Bernadis (3) | Vlag van Frankrijk           |    |
| 8      | Elena Beloesovskaja (2) Sergei Potalov  | Vlag van Oekraïne            |    |
| 9      | Dorota Zagórska (2) Mariusz Siudek (4)  | Vlag van Polen               |    |
| 10     | Jekaterina Silnitzkaja (2) Mirko Müller | Vlag van Oekraïne            |    |
| 11     | Silvia Dimitrov Rico Rex                | Vlag van Duitsland           |    |
| 12     | Lesley Rogers Michael Aldred (3)        | Vlag van Verenigd Koninkrijk |    |
| 13     | Lilia Mashkovskaya Igor Maliar (2)      | Vlag van Oekraïne            |    |
| 14     | Marta Andrella (2) Dmitri Kaploun (2)   | Vlag van Italië              |    |
| 15     | Veronika Joukalova Otto Dlabola         | Vlag van Tsjechië            |    |
| 16     | Jeltje Schulten (2) Alcuin Schulten (3) | Vlag van Nederland           |    |

| #                      | naam (deelname)                              | land                         | pc |
| ---------------------- | -------------------------------------------- | ---------------------------- | -- |
| Goud                   | Susanna Rahkamo (10) Petri Kokko (10)        | Vlag van Finland             |    |
| Zilver                 | Sophie Moniotte (6) Pascal Lavachy (6)       | Vlag van Frankrijk           |    |
| Brons                  | Anjelika Krylova (3) Oleg Ovsyannikov        | Vlag van Rusland             |    |
| 4                      | Tatjana Navka (3) Samuel Gezolian (3)        | Vlag van Wit-Rusland         |    |
| 5                      | Marina Anissina (2) Gwendal Peizerat (3)     | Vlag van Frankrijk           |    |
| 6                      | Katerina Mrazova (5) Martin Simecek (8)      | Vlag van Tsjechië            |    |
| 7                      | Irina Romanova (3) Igor Jarosjenko (3)       | Vlag van Oekraïne            |    |
| 8                      | Jennifer Gooldbe (5) Hendryk Schamberger (9) | Vlag van Duitsland           |    |
| 9                      | Irina Lobacheva Ilia Averbukh                | Vlag van Rusland             |    |
| 10                     | Barbara Fusar-Poli (2) Maurizio Margaglio    | Vlag van Italië              |    |
| 11                     | Margarita Drobiazko (4) Povilas Vanagas (4)  | Vlag van Litouwen            |    |
| 12                     | Sylwia Nowak Sebastian Kolasiński            | Vlag van Polen               |    |
| 13                     | Diane Gerencser (6) Alexander Stanislav (3)  | Vlag van Zwitserland         |    |
| 14                     | Olena Hroesjyna Roeslan Hontsjarov           | Vlag van Oekraïne            |    |
| 15                     | Kati Winkler (2) Rene Lohse (2)              | Vlag van Duitsland           |    |
| 16                     | Allison MacLean Konrad Schaub                | Vlag van Oostenrijk          |    |
| 17                     | Elena Kustarova Vazgen Azroian               | Vlag van Rusland             |    |
| 18                     | Michelle Fitzgerald Vincent Kyle             | Vlag van Verenigd Koninkrijk |    |
| 19                     | Clair Wileman Andrew Place (3)               | Vlag van Verenigd Koninkrijk |    |
| 20                     | Lynn Burton (2) Duncan Lenard                | Vlag van Verenigd Koninkrijk |    |
| 21                     | Kako Koinuma Tigran Arakelian                | Vlag van Armenië             |    |
| 22                     | Albena Denkova (4) Hristo Nikolov (5)        | Vlag van Bulgarije           |    |
| 23                     | Eniko Berkes (3) Szilard Toth (3)            | Vlag van Hongarije           |    |
| 24                     | Anna Mosenkova (2) Dmitri Kurakin (2)        | Vlag van Estland             |    |
| Vrije kür niet bereikt |                                              |                              |    |
| 25                     | Anita Chaudharti (2) Hans 't Hart (2)        | Vlag van Nederland           |    |

Medaillewinnaars

Mannen · 
Vrouwen ·
Paren · 
IJsdansen

Toernooi

1891 · 
1892 · 
1893 · 
1894 · 
1895 · 
1896-1897 · 
1898 · 
1899 · 
1900 · 
1901 · 
1902-1903 · 
1904 · 
1905 · 
1906 · 
1907 · 
1908 · 
1909 · 
1910 · 
1911 · 
1912 · 
1913 · 
1914 · 
1915-1921 · 
1922 · 
1923 · 
1924 · 
1925 · 
1926 · 
1927 · 
1928 · 
1929 · 
1930 · 
1931 · 
1932 · 
1933 · 
1934 · 
1935 · 
1936 · 
1937 · 
1938 · 
1939 ·
1940-1946 · 
1947 · 
1948 · 
1949 · 
1950 · 
1951 · 
1952 · 
1953 · 
1954 · 
1955 · 
1956 · 
1957 · 
1958 · 
1959 · 
1960 · 
1961 · 
1962 · 
1963 · 
1964 · 
1965 · 
1966 · 
1967 · 
1968 · 
1969 · 
1970 · 
1971 · 
1972 · 
1973 · 
1974 · 
1975 · 
1976 · 
1977 · 
1978 · 
1979 · 
1980 · 
1981 · 
1982 · 
1983 · 
1984 · 
1985 · 
1986 · 
1987 · 
1988 · 
1989 · 
1990 · 
1991 · 
1992 · 
1993 · 
1994 · 
1995 ·
1996 · 
1997 · 
1998 · 
1999 · 
2000 · 
2001 · 
2002 · 
2003 · 
2004 · 
2005 · 
2006 ·
2007 ·
2008 ·
2009 ·
2010 ·
2011 ·
2012 ·
2013 ·
2014 ·
2015 ·
2016 ·
2017 ·
2018 ·
2019 ·
2020 ·
2021 · 
2022 · 
2023 · 
2024 · 
2025

WK kunstschaatsen ·
WK kunstschaatsen junioren ·
Viercontinentenkampioenschap ·
Olympische Spelen